# 團體世界盃
世界團體盃（World Team Cup）是職業網球協會的男子團體錦標賽。比賽的首屆比賽於1975年在牙買加京士頓舉行，被稱為“國家杯”。1976和1977年沒有舉行任何比賽。從1978年到2012年，該比賽每年在德國杜塞道夫舉行。它被普遍認為是繼戴維斯盃之後，網球界第二的男子團體比賽。